# Wanqiao Zhen
Wanqiao Zhen (kinesiska: 湾桥, 湾桥镇) är en köping i Kina. Den ligger i provinsen Yunnan, i den sydvästra delen av landet, omkring 270 kilometer väster om provinshuvudstaden Kunming. Antalet invånare är 20 784. Befolkningen består av 10 642 kvinnor och 10 142 män. Barn under 15 år utgör 20,0 %, vuxna 15-64 år 68 %, och äldre över 65 år 10,0 %.
Genomsnittlig årsnederbörd är 1 120 millimeter. Den regnigaste månaden är juli, med i genomsnitt 226 mm nederbörd, och den torraste är april, med 22 mm nederbörd.